# قطعنامه ۲۰۱۱ شورای امنیت
قطعنامه ۲۰۱۱ شورای امنیت سازمان ملل متحد که در تاریخ ۱۲ اکتبر ۲۰۱۱ تصویب شد، سندی بین‌المللی دربارهٔ بررسی وضعیت افغانستان است. این قطعنامه طی نشست ۶۶۲۹ام با ۱۵ رای موافق، ۰ مخالف و ۰ ممتنع تصویب شد.